# Peyo
Peyo, pseudonimo di Pierre Andrè Gabriel Culliford (Schaerbeek, 25 giugno 1928 – Bruxelles, 24 dicembre 1992), è stato un fumettista belga, noto soprattutto per essere il creatore dei Puffi e di John e Solfamì.

## Biografia
Peyo nacque a Schaerbeek, un comune della Regione di Bruxelles-Capitale. Il padre Richard Jean Maurice Culliford (1897-1936), era di origine inglese e la madre Marguerite Marie Kulinckx (1894-1967), era belga. Scelse il suo pseudonimo dalla parola francese Pierrot (in inglese Little Peter), mal pronunciata da un cugino inglese.
Appassionato fumettista, si avvicinò a quest'arte prima dello scoppio della seconda guerra mondiale, tuttavia, si sentì in dovere di intraprendere vari lavori saltuari, incluso quello di proiezionista, e all'età di 17 anni divenne colorista presso lo studio di animazione CBA, frequentando artisti quali Morris, André Franquin e Eddy Paape che diventeranno suoi colleghi nella storica rivista Spirou. Nel 1952 Peyo vi debuttò introdotto da Franquin, occupato con il fumetto più importante del settimanale. A quel punto Peyo reimpostò in modo innovativo una vecchia serie che aveva già sperimentato dal 1949 su Le Soir, raccontando le avventure medievali e fiabesche del giovane John (Johan). Dopo averne riveduto il look, lo affiancò con successo per la prima volta al piccolo e vivace Solfamì (Pirlouit), che divenne il personaggio principale del ciclo.
Nel 1958 fu la volta dei Puffi (Les Schtroumpfs) il cui immenso successo non impedì a Peyo di concentrarsi anche su altre creazioni come, nel 1960, Benoit Brisefer e Jacky et Célestin (1961), del quale è solamente sceneggiatore. Intanto, nel 1959 Peyo aveva cominciato a occuparsi di disegni animati, realizzando un ciclo di sette episodi con i Puffi tramite lo studio TVA Dupuis. Questi film, in bianco e nero e a colori, servirebbero di base per un lungo ciclo televisivo, in onda dal 1981. Realizzato per la rete americana NBC in coproduzione con la famosissima casa americana Hanna-Barbera e la S.E.P.P., reca il nome assegnato in inglese ai Puffi: The Smurfs. Creata la propria società, Cartoon Creation, nel 1989 Peyo lanciò la rivista Schtroumpfs, a cui segue la realizzazione di un parco tematico vicino a Metz, a Hagondange, che dal 1991 prende il nome di Walibi-Schtroumpfs.
Tra il 1978 il 2022 ha pubblicato sulla la rivista per ragazzi Pif Gadget numerosi lavori.
Morì a Bruxelles per un infarto a 64 anni.

## Riconoscimenti
- Nel 1984 ricevette il premio giovani 9-12 anni (Prix Jeunesse 9–12 ans) al Festival international de la bande dessinée d'Angoulême.
- Il cinquantesimo anniversario dei Puffi e l'ottantesimo anniversario della nascita del loro creatore furono celebrati con l'emissione di una moneta commemorativa dall'alto valore collezionistico: 5 Euro in oro e argento del 2008.